# Ubaldo Fillol
Ubaldo Matildo Fillol (San Miguel del Monte, 21 juli 1950) is een Argentijnse ex-profvoetballer. Hij wordt beschouwd als de beste keeper die Argentinië ooit heeft gekend. Sommigen beweren zelfs dat het de beste sluitpost van Zuid-Amerika ooit is. Zijn bijnaam was El Pato, wat "de eend" betekent.

## Spelersloopbaan
Fillol begon zijn carrière in 1969 bij de provincieclub Quilmes Atlético Club. Hier verbleef hij vier seizoenen totdat hij overstapte naar Racing Club de Avellaneda. In zijn eerste seizoen maakte hij meteen indruk door zes penalty's te stoppen, een record in de Argentijnse Primera División. Vandaar dat hij al na één jaar de overstap maakte naar topclub River Plate. Hier ontwikkelde hij zich tot een topkeeper en groeide hij uit tot een van de meest populaire spelers uit de clubhistorie. Hier werd hij verschillende malen landskampioen (1975, 1977, 1979, 1980 en 1981) en werd hij in 1977 verkozen tot Argentijns voetballer van het jaar. Hij was de eerste keeper die een dergelijke onderscheiding won.
Ook internationaal kende hij successen, hij werd geselecteerd voor het Argentijns elftal dat afreisde naar Duitsland voor het WK voetbal 1974. Hij stond tijdens dit toernooi echter nog in de schaduw van eerste keus Daniel Carnevali. Dit zou na het toernooi echter veranderen, Carnevali kende namelijk een paar slechte optredens tegen Nederland en Brazilië waardoor hij zijn plaats onder de lat kwijt raakte. Het WK voetbal 1978 werd vervolgens het toernooi van Fillol, het kampioenschap dat in Argentinië werd georganiseerd, werd namelijk gewonnen. Hij was beslissend in de wedstrijd tegen Polen door een penalty te stoppen en hij speelde uitstekend tegen Nederland in de finale. Uiteindelijk werd hij verkozen tot de beste keeper van het toernooi.
Ook op het WK voetbal 1982 in Spanje was hij de nummer één, toch had hij dit rugnummer niet, wat bij keepers wel gebruikelijk was. De rugnummers bij Argentinië werden namelijk op alfabet verdeeld, zodoende kreeg Norberto Alonso tijdens het WK voetbal 1978 nummer 1 en had Fillol nummer 5. In Spanje droeg Osvaldo Ardiles een shirt met rugnummer 1 en kreeg Fillol nummer 7 toegewezen. Dit gebruik bleef in stand tot en met 1986. Het kampioenschap verliep dit keer minder goed dan vier jaar geleden in eigen land. Argentinië werd verslagen door Italië en Brazilië en wist daarom de halve finales niet te bereiken. In 1985 stopte hij uiteindelijk als international, 58 wedstrijden stond hij onder de lat bij het nationale team, hiermee bezit hij nog steeds een record.
Na elf jaar bij River Plate te hebben gespeeld vertrok hij, na een korte tussenstop bij Argentinos Juniors, naar Brazilië. Hij stond daar één seizoen onder de lat bij Flamengo totdat hij besloot om op 35-jarige leeftijd de overstap naar Europa te maken. Hij vertrok naar Spanje om daar bij Atlético Madrid aan de slag te gaan. Dit avontuur duurde echter niet lang, na 17 competitiewedstrijden keerde hij terug naar zijn vaderland en ging hij spelen bij zijn oude werkgever Racing Club. Uiteindelijk sloot hij bij Vélez Sársfield zijn lange succesvolle carrière af.

## Trainersloopbaan
Na zijn actieve carrière heeft Fillol als trainer de leiding gehad over Racing Club voor de duur van 30 wedstrijden. Daarna is hij als keeperstrainer aan de slag gegaan bij het Argentijnse elftal. In die rol was hij ook aanwezig bij het WK voetbal 2006 in Duitsland.
1 Alonso ·
2 Ardiles ·
3 Baley ·
4 Bertoni ·
5 Fillol ·
6 Gallego ·
7 L. Galván ·
8 R. Galván ·
9 Houseman ·
10 Kempes ·
11 Killer ·
12 Larrosa ·
13 La Volpe ·
14 Luque ·
15 Olguín ·
16 Ortiz ·
17 Oviedo ·
18 Pagnanini ·
19 Passarella  ·
20 Tarantini ·
21 Valencia ·
22 Villa ·
Coach: Menotti